# Chicas nuevas 24 horas
Chicas nuevas 24 horas és un documental dirigit per Mabel Lozano estrenat en 2015.

## Sinopsi
El documental realitza una recerca en cinc països (Argentina, Colòmbia, Paraguai, Perú i Espanya) sobre el negoci de l'esclavitud sexual, a través del testimoniatge de dones i nenes. Reconstrueix així un negoci que mou 32 mil milions de dòlars a l'any. L'ONU calcula en 2,4 milions les víctimes de tràfic d'éssers humans, de les quals el 79% són dones i nenes que han estat introduïdes a Europa per a ser explotades sexualment.
Enganyades amb la promesa d'aconseguir una vida millor, són explotades sexualment contra la seva voluntat. Conscienciar a Governs, mitjans de comunicació i ciutadania pot ajudar a erradicar l'esclavitud sexual.

## Nominacions i premis
- Nominada al millor documental a les Medalles del Cercle d'Escriptors Cinematogràfics de 2015.[4]
- Nominada al Goya al millor documental.[5]
- Menció d'Honor Mujeres en Unión als XXV Premis de la Unión de Actores.[6]